# 霓虹雀鯛
霓虹雀鯛，又稱天藍雀鯛，俗名為厚殼仔，為輻鰭魚綱鱸形目隆頭魚亞目雀鯛科的其中一種。

## 分布
本魚分布於印度太平洋區，包括斯里蘭卡、安達曼海、日本、台灣、中國南海、越南、馬來西亞、菲律賓、印尼、索羅門群島、斐濟群島、馬里亞納群島、馬紹爾群島、法屬波里尼西亞、諾魯、新幾內亞、新喀里多尼亞、夏威夷群島、澳洲、萊恩群島、羅雷淺灘、羅得豪島等海域。

## 深度
水深1至20公尺。

## 特徵
本魚體呈長橢圓形而側扁，體色天藍，在腹部、尾鰭及背鰭、臀鰭末端略帶淺黃色。吻短而鈍圓。口中型；頜齒兩列，小而呈圓錐狀。眶下骨裸出，下緣平滑。眶前骨與眶下骨間無缺刻；前鰓蓋骨後緣具鋸齒。當其受驚下、環境或生理有變化時，體色會變成藍黑色，所以又稱為變色雀鯛。背鰭硬棘13枚、背鰭軟條13至15枚、臀鰭硬棘2枚、臀鰭軟條14至15。體長可達9公分。

## 生態
本魚喜歡大群群聚在一起，盤旋在礁盤上層水域，有時亦會三三兩兩居住在礁隙中。屬雜食性，以動物性浮游生物及藻類為食。

## 經濟利用
體色鮮麗，極適合養在水族箱觀賞，很少人食用。